# Kamenica nad Cirochou, Humenné
Kamenica nad Cirochou este o comună slovacă, aflată în districtul Humenné din regiunea Prešov, pe malul râului Cirocha⁠(d). Localitatea se află la altitudinea de 179 m deasupra n.m., se întinde pe o suprafață de 17,57 km2 și în 2017 număra 2.331 de locuitori. Se învecinează cu Rovné, Dlhé nad Cirochou, Modra nad Cirochou, Valaškovce, Kamienka, Hažín nad Cirochou, Lackovce, Kochanovce și Udavské.

## Istoric
Localitatea Kamenica nad Cirochou este atestată documentar din 1317.

## Demografie
| An:                | 1994 | 2004   | 2014   | 2024   |
| ------------------ | ---- | ------ | ------ | ------ |
| Număr de persoane: | 2208 | 2335   | 2388   | 2305   |
| Diferență:         |      | +5,75% | +2,26% | −3,47% |

| An:                | 2023 | 2024   |
| ------------------ | ---- | ------ |
| Număr de persoane: | 2287 | 2305   |
| Diferență:         |      | +0,78% |